# Harmsdorf (Lauenburg)
Harmsdorf er en kommune i det nordlige Tyskland, beliggende i Amt Lauenburgische Seen under Kreis Herzogtum Lauenburg. Kreis Herzogtum Lauenburg ligger i delstaten Slesvig-Holsten.

## Geografi
Harmsdorf ligger få kilometer vest for Ratzeburg ved Bundesstraße 208.